# Martsa
Koordinaten: 59° 26′ N, 27° 27′ O
Martsa ist ein Dorf (estnisch küla) in der Landgemeinde Toila (Toila vald). Es liegt im Kreis Ida-Viru (Ost-Wierland) im Nordosten Estlands.

## Beschreibung und Geschichte
Das Dorf hat 25 Einwohner (Stand 19. September 2012). Der Ort wurde erstmals 1538 urkundlich erwähnt.
Er liegt direkt an der estnischen Ostsee-Küste. Vom Kalkstein-Klint aus ergibt sich ein weiter Blick über den Finnischen Meerbusen.